# Funkcja q-wykładnicza
Funkcja {\displaystyle q}-wykładnicza – {\displaystyle q}-analog funkcji wykładniczej.

## Definicja
Funkcję {\displaystyle q}-wykładniczą lub {\displaystyle q}-eksponentę {\displaystyle e_{q}(z)} definiuje się jako
{\displaystyle e_{q}(z)=\sum _{n=0}^{\infty }{\frac {z^{n}}{[n]_{q}!}}=\sum _{n=0}^{\infty }{\frac {z^{n}(1-q)^{n}}{(q;q)_{n}}}=\sum _{n=0}^{\infty }z^{n}{\frac {(1-q)^{n}}{(1-q^{n})(1-q^{n-1})\dots (1-q)}},}
gdzie {\displaystyle [n]_{q}!} oznacza {\displaystyle q}-silnię, a
{\displaystyle (q;q)_{n}=(1-q^{n})(1-q^{n-1})\dots (1-q)}
to symbol {\displaystyle q}-Pochhammera. To, że jest to {\displaystyle q}-analog funkcji wykładniczej wynika z własności
{\displaystyle \left({\frac {\operatorname {d} }{\operatorname {d} z}}\right)_{q}e_{q}(z)=e_{q}(z),}
gdzie pochodna po lewej oznacza {\displaystyle q}-pochodną. Powyższą własność łatwo sprawdzić rozważając {\displaystyle q}-pochodną jednomianu:
{\displaystyle \left({\frac {\operatorname {d} }{\operatorname {d} z}}\right)_{q}z^{n}=z^{n-1}{\frac {1-q^{n}}{1-q}}=[n]_{q}z^{n-1}.}
Symbol {\displaystyle [n]_{q}} oznacza {\displaystyle q}-nawias.

## Własności
Dla rzeczywistych {\displaystyle q>1} funkcja {\displaystyle e_{q}(z)} jest funkcją całkowitą zmiennej {\displaystyle z.} Dla {\displaystyle q<1} funkcja {\displaystyle e_{q}(z)} jest regularna w kuli {\displaystyle |z|<{\tfrac {1}{1-q}}.}

## Związki
Dla {\displaystyle q<1} w bliskim związku z funkcją {\displaystyle q}-wykładniczą jest funkcja {\displaystyle E_{q}(t)} niespełniająca tożsamości
{\displaystyle e_{q}(z)=E_{q}(z(1-q)).}
Funkcja ta jest przypadkiem szczególnym podstawowego szeregu hipergeometrycznego: 
{\displaystyle E_{q}(z)=\;_{1}\phi _{0}(0;q,z)=\prod _{n=0}^{\infty }{\frac {1}{1-q^{n}z}}.}